# Francuska kinematografija
Francuska kinematografija ima dugu tradiciju. Veliki broj filmskih pionira dolazi upravo iz Francuske : Braća Lumière 
koja su napravila prvi film, Émile Cohl koji je napravio prvi animirani film, kao i Georges Méliès i Alice Guy-Blaché koji su među prvima ekspirementirali s različitim filmskim tehnikama.
U periodu između dva rata Abel Gance, Marcel Pagnol, René Clair, Jean Renoir, Marcel Carné i Jacques Feyder su neka od poznatih imena u okvirima francuskog filma.
1960-ih, francuski novi val je bio jedan od najvažnih pravaca u filmskoj industriji. Danas je francuska filmska industrija, europska industrija s najviše prodatih kino ulaznica. Filmovi na drugim jezicima se u Francuskoj po pravilu sinkroniziraju na francuski jezik.
Francuska vlada je osim toga donijela zakone koji nalažu da određen postotak filmova koji se prikazuju na nacionalnoj televiziji, moraju biti francuski, da bi na taj način zaštitili francuski jezik i francusku kulturu.
Jean-Luc Godard, kontroverzni anti-buržoazijski redatelj, bio je jedan od najpoznatijih redatelja francuskog novog vala. Drugi poznati redatelji istog pravca bili su François Truffaut, Agnes Varda i Claude Chabrol.
Upravo u Francuskoj je formulirana teorija o filmskom redatelju kao auteur-u (ovaj izraz je skovan u filmskom časopisu Cahiers du cinéma 1954). Auteur je prema ovoj teoriji osoba koja sa svojim viđenjima oblikuje film u svakom pogledu. Redatelji francuskog novog vala su pokušali napraviti filmove sljedeći ovu teoriju. Suprotnost ove teorije je teorija o "pisčevoj smrti" koju je formulirao Francuz
Roland Barthes 1968. u eseju "La mort de l’auteur", prema kojoj je tumačenje gledatelja ono koje je ispravno i koje se računa. Redateljeve namjerne nisu onda presudne.
I neki redatelji rođeni izvan Francuske npr. Krzysztof Kieślowski i Roman Polanski i njihova ostvarenja se ubrajaju u francusku kinematografiju.